# Ampenan Tengah
Ampenan Tengah is een bestuurslaag in het regentschap Mataram van de provincie West-Nusa Tenggara, Indonesië. Ampenan Tengah telt 9783 inwoners (volkstelling 2010).